# Andrés Aldama
Andrés Aldama Cabrera  (født 9. april 1956) er en  tidligere cubansk bokser. Under Sommer-OL  1980 i Moskva vandt han en guldmedalje  i weltervægt efter at han slog John Mugabi fra Uganda i finalen. Under Sommer-OL 1976 i Montreal i Canada vandt han en sølvmedalje, hvor han blev slået ud af Sugar Ray Leonard fra USA i finalen. I 1979 vandt han en guldmedalje i de Panamerikanske lege.